# Nico Williams
Nicholas "Nico" Williams Arthuer (Pamplona, 12. srpnja 2002.) španjolski je nogometaš ganskog podrijetla koji igra na poziciji krila.

## Klupska karijera
Williams je rođen u Pamploni. Roditelji su mu iz Gane. Oni su putovali preko Sahare kako bi stigli u Melillu, autonomni španjolski grad smješten u sjevernoj Africi.
Williams, kao i njegov stariji brat Iñaki Williams, dolazi iz omladinske škole Athletic Bilbaoa. Debitirao je u La Ligi 28. travnja 2021. protiv Real Valladolida. Ušao je u 62. minuti, a deset minuta kasnije na teren je ušao i njegov brat Iñaki. To je bilo prvi put da su dva brata igrala zajedno u Athletic Bilbau od 1986. kada su igrali Patxi i Julio Salinas. Williams je nastupio dvaput u svojoj prvoj sezoni i dobio je minutažu u gotovo svakom kolu u sezoni 2021./22. Postao je stalni starter za Bilbao u sezoni 2022./23.

## Reprezentativna karijera
Williams je igrao za španjolske mlade reprezentacije do 18 i do 21 godine. Za španjolsku nogometnu reprezentaciju debitirao je 24. rujna 2022. godine. Izbornik Luis Enrique uveo ga je kao zamjenu u 63. minuti umjesto Pabla Sarabije protiv Švicarske u UEFA Ligi nacija 2022./23. Dva mjeseca kasnije sudjelovao je i na Svjetskom prvenstvu u Kataru 2022. Imao je startno mjesto u utakmici u skupini protiv Japana. nastupio je i protiv Kostarike i Njemačke u grupnoj fazi te u osmini finala protiv Maroka koji je izbacio Španjolsku. 
Španjolski izbornik Luis de la Fuente uvrstio ga je u španjolsku momčad za Europsko prvenstvo u Njemačkoj 2024.